# Rutger van Kampen
Rutger van Kampen (auch: Rutger van Keulen/Köln; † nach 1391) war ein Baumeister der Spätgotik.
Rutger van Kampen war ein Sohn des Michael von Savoyen, der von 1353 bis um 1390 als Dombaumeister von Köln belegt ist. 1361 erhielt er als Rotgher Micheelszoon van Colen das Bürgerrecht von Kampen (Niederlande), im Jahre 1369 wurde er als Baumeister der dortigen Nikolaikirche und der Liebfrauenkirche angestellt. Über den Winter 1372/73 hielt sich Rutger offensichtlich zu Fortbildungszwecken als einfacher Steinmetz unter Peter Parler in der Prager Dombauhütte auf, wo im darauffolgenden Jahr 1373/74 auch sein Bruder Johannes als Steinmetz am Bau des Domes nachweisbar ist. Sein zweiter Bruder, Michael von Köln, blieb dort bis zum Jahre 1384 und heiratete eine Tochter Peter Parlers. 1391 erhielt Rutger auch den Auftrag zum Ausbau der Peterskirche in Leiden. In seinem Werk vereinigen sich Gestaltungstendenzen der kölnischen Hochgotik mit der parlerischen Spätgotik in Prag. 